# Ballynahattin
Ballynahattin (auch Ballynahatne, Carn Beg – „das irische Stonehenge genannt“) ist ein ausgegangener Steinkreis nördlich von Dundalk im County Louth in Irland. Der einst größte Steinkreis Irlands wurde von Thomas Wright (1810–1877) im Jahre 1758 in seiner „Louthiana“, einer Erhebung von antiken Überresten im County Louth, beschrieben und gezeichnet.
Wright beschrieb den Ort auf den Ebenen des Townlands Ballynahattin (irisch Baile na hAitinne) als Reste eines Tempels oder Theaters, auf einer Seite von Wall und Graben umgeben, nach Osten offen wie Stonehenge in England und innen mit Steinkreisen versehen. Die Zahl der großen Steine im äußeren Kreis bestimmt er mit ursprünglich zehn. Die Zeichnung zeigt außerhalb des Erdwerks einen massiven Steinkreis und einen doppelten Ring von kleineren Steinen im Inneren.
Über die 130 m messende Einhegung schrieb Henry Morris im County Louth Archaeological Journal von 1907. Der Standort lag in der Nähe der Bahnlinie und wurde zerstört, als die Bahnstrecke gebaut wurde. Der Archäologe Victor M. Buckley erklärte 1960, dass der Ort nicht verschwunden sein kann. Bei Luftaufnahmen des Townlands Carn Beg (An Carn Beag, neben Ballynahattin) wurde er in den frühen 1970er Jahren als Bewuchsmerkmal (englisch cropmark) im Getreidefeld wiedergefunden und seine Form und Größe wurden bestätigt.